# 苏必利尔湖
蘇必略湖（直译：「“上湖”」；法語發音：[lak sypeʁjœʁ]）是北美洲五大湖中最大的一座，被加拿大的安大略省與美國的明尼蘇達州、威斯康辛州和密歇根州所環繞。它属于断层湖，是世界上面积最大的淡水湖；水体体积而言，是世界上第4大的湖泊。

## 名稱
在阿尼希納貝語（Anishinaabe）中，稱蘇必略湖為「Gichigami」，意為「巨大的水域」。在美國詩人亨利·沃茲沃思·朗費羅（Henry Wadsworth Longfellow）的《海額娃撒之歌》（The Song of Hiawatha）中，則稱蘇必略湖為「Gitche Gumee」。戈登·萊特福特（Gordon Lightfoot）的《埃德蒙德·費茲傑羅號船難》（The Wreck of the Edmund Fitzgerald）也稱這座湖泊為「Gitche Gumee」。
至於「蘇必略」一名，來自於法國探險家於17世紀造訪時，將此湖稱為音译：索菲莉尔，意為「上湖」，因為它坐落於休倫湖的北方。法國－印第安人戰爭後，英國人拿下五大湖周邊地區的控制權，於是將此名英語化，改名為「Superior」。

## 水文
蘇必略湖的面積為82,414平方公里（31,820平方英里），比捷克共和國還大。最大長度是563公里，最大寬度為257公里。平均深度是147米，最大深度則是406米，湖岸線4,835公里（含島嶼）。蘇必略湖的蓄水量是12,100立方公里，以蓄水量而言，是世界上第4大的湖泊，也是世界第3大的淡水湖，俄羅斯的貝加爾湖則是世界上蓄水量最大的淡水湖，非洲的坦幹依喀湖排名第2（雖然里海在面積與蓄水量都遠超過蘇必略湖，位居世界第一，不過它是鹹水湖，這是因為雖然里海現在是封閉的，不過它曾經與黑海與馬摩拉海相連接）。蘇必略湖的蓄水量可以以 30 公分的厚度，將北美洲與南美洲完全覆蓋。蘇必略湖海拔183公尺。美國湖沼學家克倫普（J. Val Klump）在1985年6月30日為了科學探險而抵達蘇必略湖最深處，是歷史上第一位抵達此處的人。
每年的暴風雨會造成蘇必略湖波浪高度經常超過6公尺（20英呎），曾經有9公尺（30英呎）高的波浪的紀錄的紀錄。蘇必略湖的水位、包括從哈德孫灣分水嶺的支流都是由國際蘇必略湖控制委員會（International Lake Superior Board of Control）所管理，它是由國際聯合委員會（International Joint Commission）於1914年所創立的。
包括聖路易河（St. Louis）、尼皮貢河（Nipigon）、鴿子河 （Pigeon）、皮克河 （Pic）、 白河 （White）、米契皮科坦河 （Michipicoten）及卡米尼斯蒂奎亞河（Kaministiquia）在內，總共有超過200條河流流入蘇必略湖。蘇必略湖藉著聖瑪莉河（St.Mary's）與休倫湖相連。因為河流坡度大，所以需要大湖航道（Great Lakes Waterway）中的蘇水閘（Soo Locks）運河來幫助船隻從蘇必略湖移動到海拔相差7.6公尺（25英尺）的休倫湖。

## 地理
羅亞爾島（Isle Royale）是蘇必略湖中最大的島，位於密西根州。其他著名的島嶼還包括位於威斯康辛州境內的瑪德琳島（ Madeline Island）。在蘇必略湖四周較大的城市有2對港口：杜魯斯、蘇必略（Superior）及桑德貝（Thunder Bay）、馬凱特（Marquette）；與2座都稱為蘇聖瑪麗的城市：位於密西根州的蘇聖瑪麗與位於安大略省的蘇聖瑪麗。

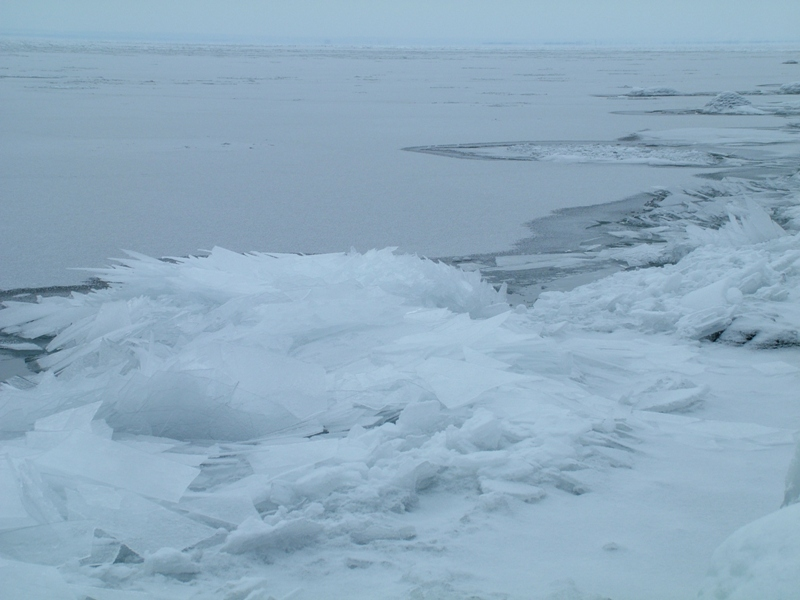
蘇必略湖的冬天，於2004年12月從杜魯斯所攝

在蘇必略湖周圍的風景區有阿波斯爾群島國家湖濱區（Apostle Islands National Lakeshore）、皇家島國家公園（Isle Royale National Park）、普卡斯克瓦國家公園（Pukaskwa National Park）、蘇必略湖省立公園（Lake Superior Provincial Park）、大島國家休閒區（Grand Island National Recreation Area）、沉睡巨人省立公園（Sleeping Giant）與彩岩國家湖濱區（Pictured Rocks National Lakeshore）。

## 氣候
因為蘇必略湖的大小，所以附近為局部的海洋性氣候，更典型的例子可以在新斯科細亞見到。湖面對於溫度的改變產生緩慢的反應，在1970年左右溫度的季節變化位於0-13 °C之間，幫助舒緩夏季與冬季時附近的空氣溫度，而且在比較寒冷的月分會產生湖泊效應降雪（Lake-effect snow）。蘇必略湖附近的山丘與山脈保持溼氣與霧氣，特別是在秋季。湖面的溫度從1979年來暖化了2.5 °C，肇因於全球暖化。

## 地質

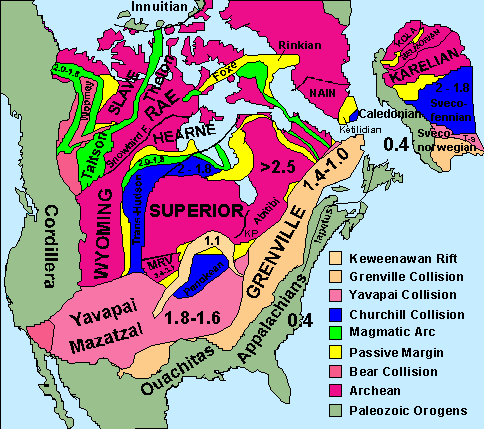
北美洲堅穩地塊與地下的岩層，顯示蘇必略湖也是北美中大陸張裂的組成之一

蘇必略湖北岸的歷史可以追溯到相當久遠的年代。在地質年代的早期，岩漿湧出地表而形成由花崗岩組成的加拿大地盾（Canadian Shield）。這些古老的花崗岩現在還可以在湖的北岸觀察到。這個時期的佩尼奧克（Penokean orogeny）造山運動使得許多貴重金屬沉積在這裡，蘇必略湖的北岸已經被證實擁有豐富的礦物，包括銅、鐵、銀、金與鎳都是最常被開採的目標。例如靠近馬拉松（Marathon）的Hemlo金礦、Mamainse岬的銅、銀嶼（Silver Islet）的銀與Theano岬的鈾。
山脈不斷的遭到侵蝕，這些沉積物更為緊實，而變成了卡卡貝卡瀑布 （Kakabeka Falls）的石灰岩、白雲灰岩（dolostone）、鐵燧岩（Taconite）與頁岩。
後來美洲大陸裂開，形成了世界最深的裂縫。蘇必略湖位在這個中元古代裂谷的上方，北美中大陸張裂（Mid-Continent Rift）則是造成大裂縫的原因。岩漿注入沉積層之間，形成了輝綠岩岩床。這個堅硬的輝綠岩岩床使得沉積層下降，形成了桑德貝地區的平坦台地。紫水晶在一些由北美中大陸張裂所造成的洞穴中形成，所以在桑德貝地區有幾個紫水晶礦區。
熔岩從裂口中噴發出來，形成米契皮科坦島（Michipicoten Island）、黑灣半島（Black Bay）與聖伊格納斯島（St. Ignace Island）的黑玄武岩。
在冰河時期時，厚達2公里的冰覆蓋這個區域。現在所看到的陸地的輪廓是被移動或後退的冰棚切割出來的。冰棚後退後留下了礫石、沙、泥土與卵石的沉積物。冰棚融化後的水在蘇必略盆地形成了Minong湖，這是蘇必略湖的前身。冰棚消失之後，陸地於是彈回，在蘇聖瑪麗形成了水道，也就是現在的聖瑪麗河。

## 歷史

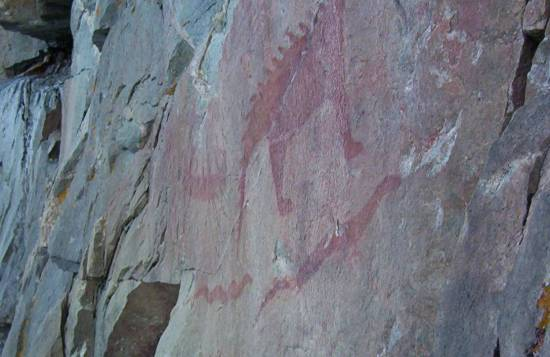
安大略省蘇必略湖省立公園中的象形文字

第一批來到蘇必略湖地區的人類大約是在10,000年前，在冰河時代末期的冰河消失後。他們使用石茅去獵殺Minong湖西北邊的北美馴鹿，被稱為布蘭諾（Plano）。
下一批可以考據的人類是「Shield Archaic」，大約生活在前5000至前500之間，目前在蘇必略湖屬於加拿大境內的西邊與東邊末端發現該文化的證據。他們使用碗、箭、獨木舟來狩獵與捕魚，為了製作武器與工具而開採銅礦，並且建立貿易網路。他們也被認為是奧吉布瓦族與庫利族的直接祖先。
另一個文化是末期林地印地安人（900年-1650年），他們是阿爾岡昆人的一支，以打獵、捕魚及採集食物為生。他們使用雪鞋、樺樹皮的獨木舟與圓錐形或半球形的房屋。在米契皮科坦河口發現了9層營地。大部分的帕卡斯夸坑（Pukaskwa Pits）似乎都是在這個時期出現的。
阿尼什納比人（Anishinaabe，也稱為奧吉布瓦人）已經在蘇必略湖地區居住超過5000年了，早於拉科塔人、梅諾米尼人（Menominee）、福斯人、格羅斯文特人（Gros Ventres）與尼皮貢人。這些美洲原住民稱蘇必略湖為「Anishnaabe Chi Gaming」或「奧吉布瓦之海」。在歐洲人抵達之後，奧吉布瓦人扮演法國毛皮商人與其他原住民的中間人角色。他們很快變成這個原住民區域的主宰，而且驅逐了蘇族與福斯族，並在1662年於蘇聖瑪麗贏得對抗易洛魁聯盟的戰爭。奧吉布瓦人在1700年中期占據了蘇必略湖的四周。
這個區域的毛皮貿易隨著哈德遜灣公司實質上的壟斷，於1700年代開始蓬勃發展。然而在1783年，新成立的西北公司與哈德遜灣公司來相互競爭。西北公司在大波蒂奇（Grand Portage）、尼皮貢、皮克河、米契皮科坦河與蘇聖瑪麗來成立據點。但是在1821年，因為競爭導致巨大的損失，所以西北公司被併入哈德遜灣公司。
蘇比略湖周圍的許多城鎮是採礦區、加工區或是航運據點。蘇比略湖崎嶇的湖岸與荒野吸引觀光客與冒險家，所以旅遊業是蘇比略湖附近人口稀少的城鎮的重要產業。

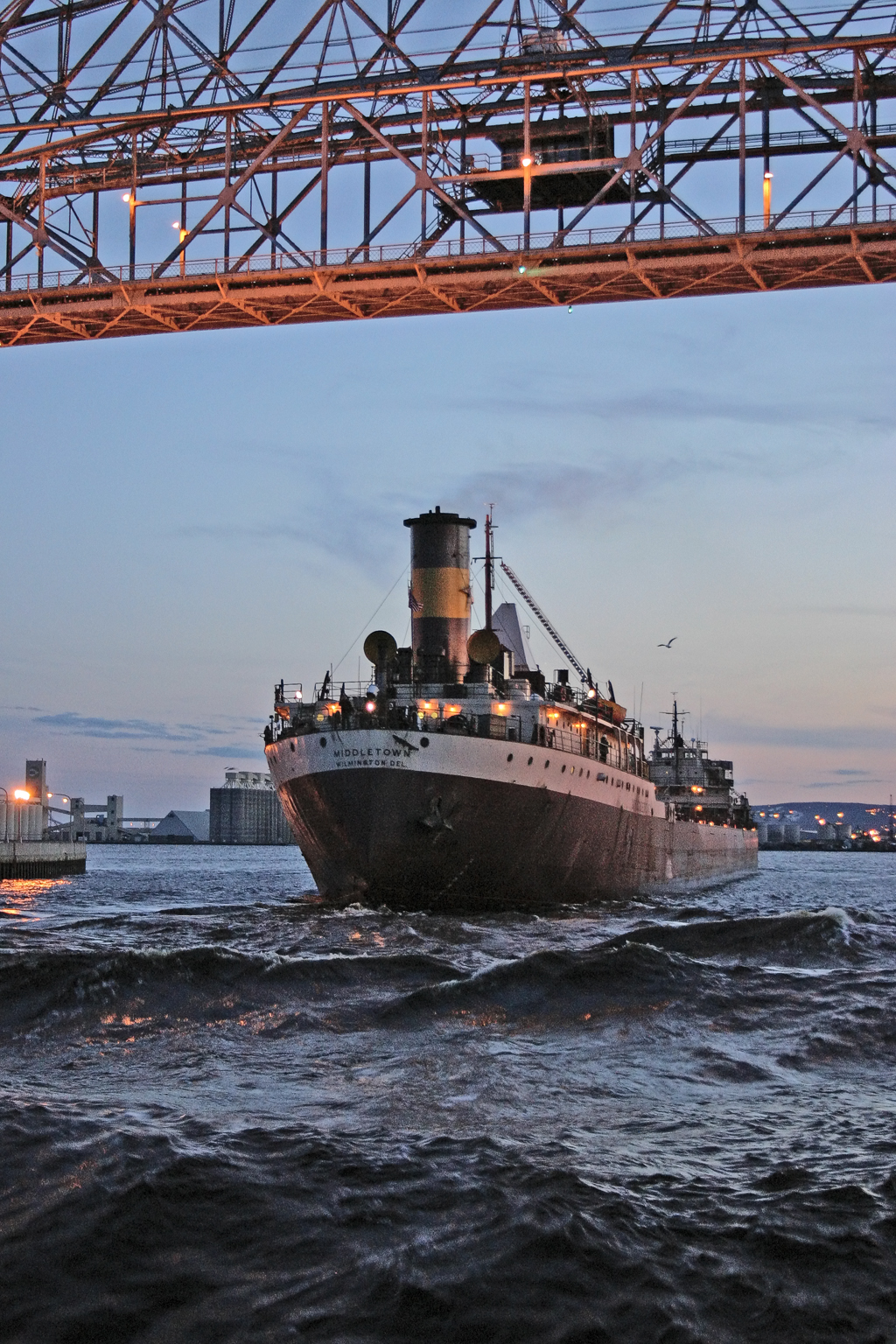
杜魯斯港中的輪船

## 航運
蘇必略湖是大湖航道中一個重要的環節，提供角岩、其他礦物與製造業原物料的交通運輸路線，這些貨物是經由貨輪來運輸。

### 船難
直到目前為止，最後一次發生在蘇必略湖的重大船難是1975年的埃德蒙德·費茲傑羅號（SS Edmund Fitzgerald）事件。細菌一般是以沉入湖中的屍體中滋長，使得體內產生氣體，於是在幾天後就會浮出水面。然而蘇必略湖是太過寒冷，細菌無法生存，所以屍體沉入湖中就不會再浮出水面。蘇必略湖的水溫在1970年附近估計平均是低於2攝氏度。
在2007年8月，礦砂運輸船塞普勒斯號的殘骸被發現。塞普勒斯號遭遇到暴風雨，然後沉沒在蘇必略湖深度460英呎的水中。這是它第2趟航行，運送鐵礦從蘇必略到水牛城。塞普勒斯號是在1907年8月17日下水。

## 生態環境
雖然同屬於五大湖的一部份，不過每個大湖並不相同。蘇必略湖是五大湖中蓄水量最大的，也是最深與最寒冷的一個。蘇必略湖可以涵蓋其他4個大湖，而且是伊利湖的3倍大。因為蘇必略湖的體積，湖水的停留時間為191年。
蘇必略湖水位在2007年9月時暫時達到一個新低點，比1926年創下的舊紀錄稍微低一些。不過水位很快在幾天之後就恢復過來。
根據明尼蘇達州大學-杜魯斯分校教授的研究顯示，蘇必略湖暖化的速度可能比四周的氣候還快。夏季的湖面溫度從1979年以來上升了2.5 °C，而周圍的平均氣溫只上升1.5 °C。湖面溫度的增加可能與冰覆蓋的面積下降有關。冬季時冰覆蓋的面積減少造成更多太陽輻射線穿透蘇必略湖，暖化湖水。目前湖面每20年會完全結冰，不過如果這趨勢持續下去的話，直到2040年之前，湖面將會經常不結冰。溫度上升會造成湖泊沿岸的湖泊效應雪帶降下更多的雪，尤其是位於密西根州的密西根上半島。
超過60種魚類棲息在蘇必略湖中，其中包括郝氏白鮭（bloater）、美洲紅點鮭（brood trout）、銀鮭（coho salmon）、褐鱒（brown trout）、湖鱒（Lake trout）、湖鯡（lake herring）、湖鱘（Lake sturgeon）、石鱸（rock bass）、玻璃梭鲈（Walleye）、虹鱒、虹香魚（rainbow smelt）、圓白鮭（round whitefish）、梅花鱸（ruffe）、白斑狗魚（Northern pike）、小嘴鱸（Smallmouth bass）、白亞口魚（White sucker）、真亞口魚（Longnose sucker）、北美大梭魚（muskellunge）、駝背太陽魚（pumpkinseed）、黃鱸（Yellow perch）、淡水石首魚（freshwater drum）、契努克鮭（Chinook salmon）、黑口新蝦虎魚（round goby）與駝背鮭魚（Pink salmon）等。
與其他大湖比起來，相對於蘇必略湖的大小，湖中擁有較少溶解的養分，所以魚類的數量是比較稀少的。這是因為蘇必略湖流域較小，導致提供的養分並不充足。然而硝酸鹽的濃度已經持續上升超過一個世紀。
它們仍然是遠低於被認為會對人類造成危害的程度，但是這種穩定而長期的增加是不尋常的紀錄硝酸鹽。它可能是與人為對於氮循環的交換有關，但是研究人員仍然不確定湖泊環境改變的原因。就像其他大湖，魚類的數量也受到外來種的衝擊，例如海八目鰻與梅花鱸。外來種一部分是由於大湖間的航運跨越了自然的障礙。過度的捕撈也是造成魚類數量下降的原因。